# IZArc
IZArc è un programma freeware per l'archiviazione, la compressione e decompressione di file.
È disponibile una versione a riga di comando.
È disponibile anche la versione IZArc2Go funzionante da chiavetta USB senza installazione, non integrabile in Esplora risorse.

## Funzionalità
- Integrazione con Esplora risorse di Windows
- Integrazione con programmi antivirus
- Lettura e conversione di file immagine di CD, come BIN, NRG, ISO
- Criptazione AES a 256 bit
- Riparazione di archivi

## Formati supportati
IZArc supporta i formati di file: 7-ZIP, A, ACE, ARC, ARJ, B64, BH, BIN, BZ2, BZA, C2D, CAB, CDI, CPIO, DEB, ENC, GCA, gzip, GZA, HA, IMG, ISO, JAR, LHA, LIB, LZH, MDF, MBF, MIM, NRG, PAK, PDI, PK3, RAR, RPM, TAR, TAZ, TBZ, TGZ, TZ, UUE, WAR, XXE, YZ1, Z, ZIP, ZOO